# Berliner Ringbahn
Berliner Ringbahn er en 37 km. lang ringformet jernbanestrækning, der omkranser Berlins centrum. Banen trafikeres af S-Bahn og har på flere stationer tilslutning til Berliner Stadtbahn og U-Bahn.
Ringbanen blev anlagt allerede under mellemkrigstiden, men mistede sin betydning, da Berlin blev opdelt i vest og øst efter 2. verdenskrig. I 1961 blev den gennemgående drift på Ringbahn afbrudt som følge af Berlinmuren, og togene kørte kun mellem Gesundbrunnen og Sonnenallee. Trafikken aftog dog hele tiden, og driften på den vestlige del af banen blev indtillet i 1980. Først i 1993 blev dele af banen atter sat i drift, og i 2001 blev hele banen atter trafikeret. Efter genforeningen har ringbanen atter blevet en betydningsfuld færdselsåre i Berlin. På hverdage anvendes den af omkring 400.000 passagerer.